# 曹惠贞
曹惠贞（1953年3月5日—2024年10月30日）是一名韩国前排球运动员。她在1976年蒙特利尔夏季奥林匹克运动会中，随韩国国家队参加了女子排球比赛并获得铜牌。